# Chromolaenicola
Chromolaenicola is een geslacht van schimmels behorend tot de familie Didymosphaeriaceae. De typesoort is Chromolaenicola nanensis. 

## Soorten
Volgens Index Fungorum telt het geslacht zeven soorten (peildatum november 2023):
| Soortnaam                      | Auteur(s)                                               | Publicatiejaar |
| ------------------------------ | ------------------------------------------------------- | -------------- |
| Chromolaenicola chiangraiensis | Mapook & K.D. Hyde                                      | 2020           |
| Chromolaenicola clematidis     | Phukhams. & K.D. Hyde                                   | 2020           |
| Chromolaenicola lampangensis   | Mapook & K.D. Hyde                                      | 2020           |
| Chromolaenicola nanensis       | Mapook & K.D. Hyde                                      | 2020           |
| Chromolaenicola sapindi        | G.C. Ren & K.D. Hyde                                    | 2022           |
| Chromolaenicola siamensis      | (Jayasiri, E.B.G. Jones & K.D. Hyde) Mapook & K.D. Hyde | 2020           |
| Chromolaenicola thailandensis  | Mapook & K.D. Hyde                                      | 2020           |